# Przełom Warty koło Mstowa

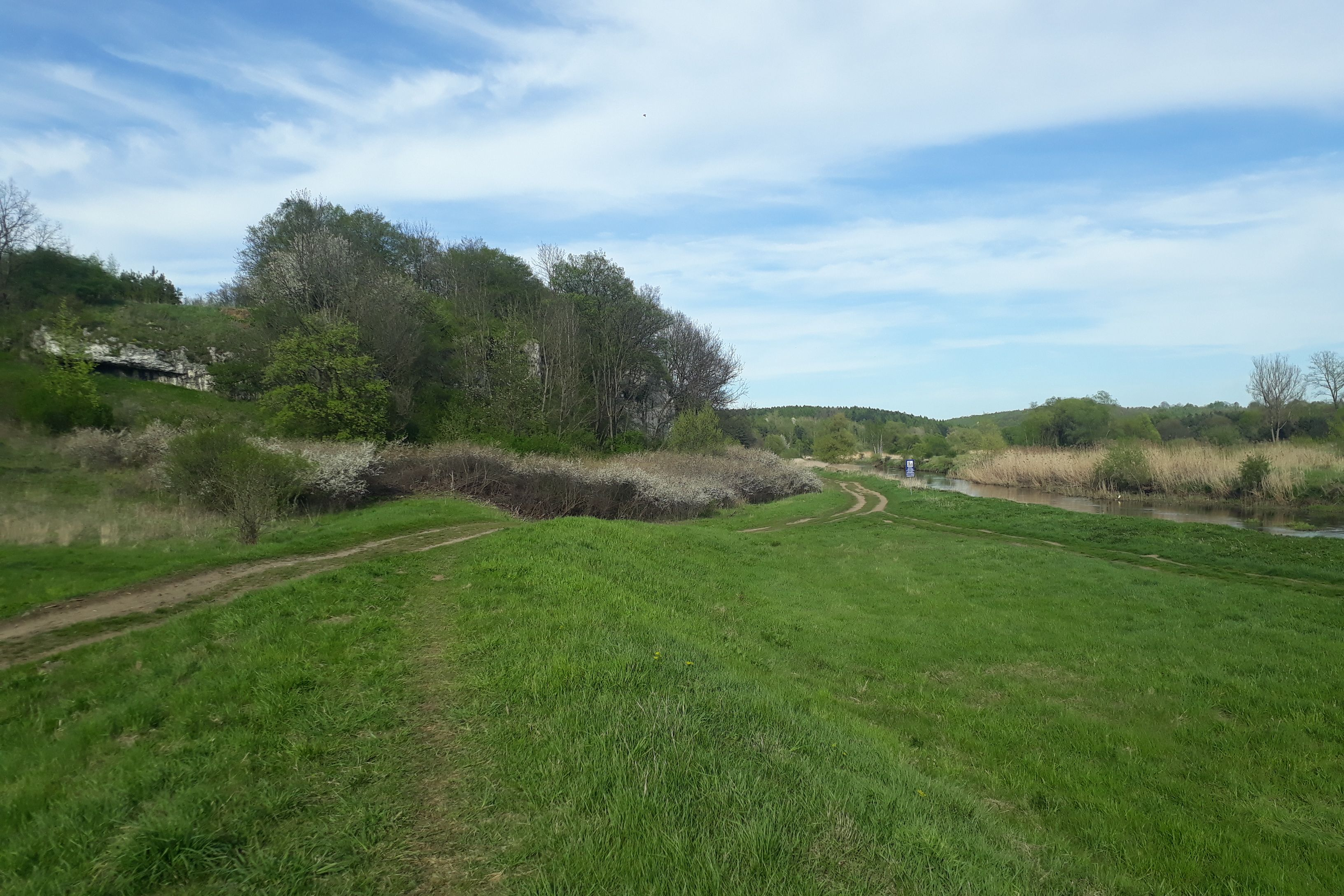
Dolina Warty w Mirowie z widoczną Balikową Skałą

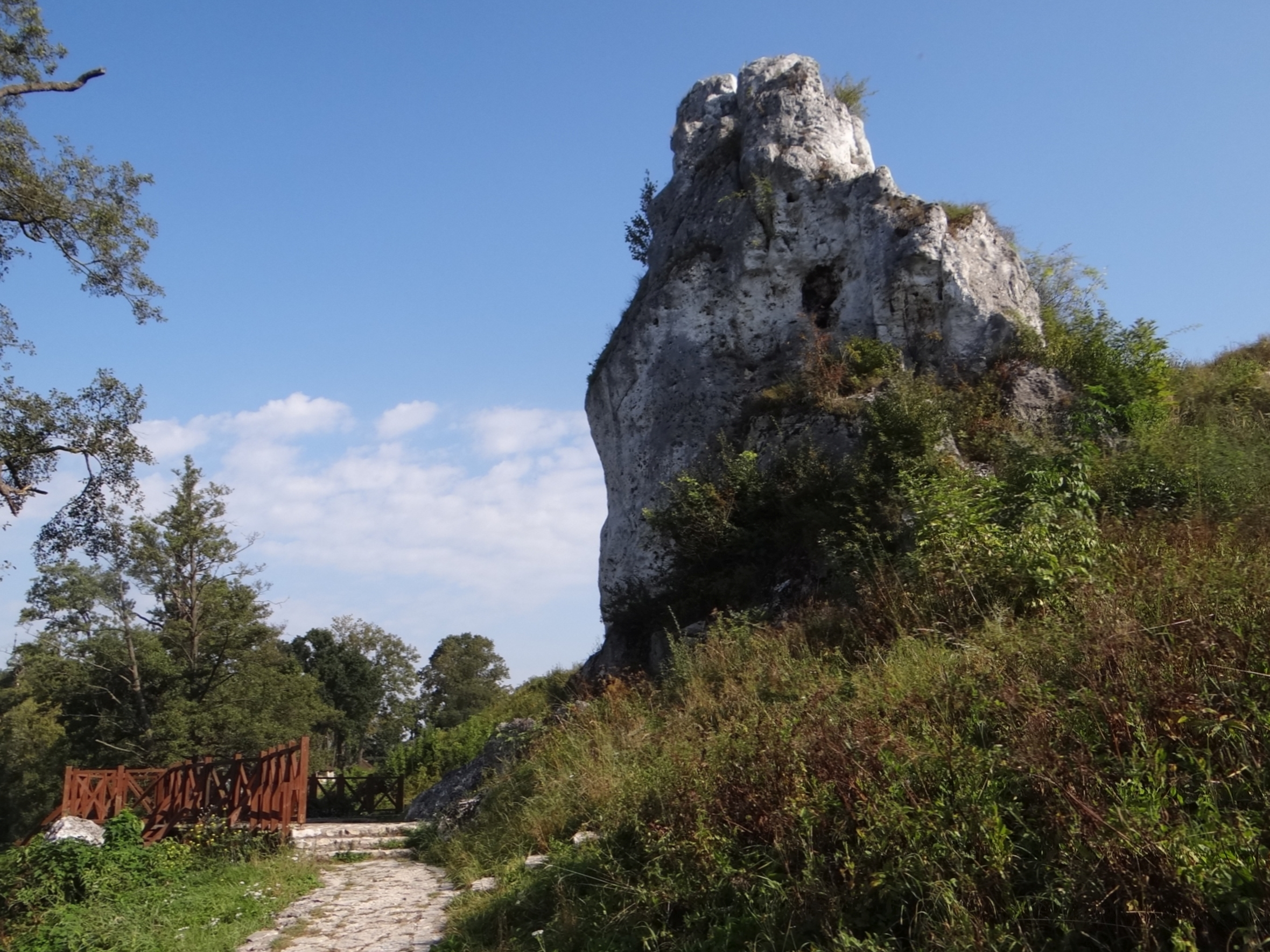
Skała Miłości nad brzegiem Warty w Mstowie

Przełom Warty koło Mstowa (Przełom Warty w Mstowie, Mirowski Przełom Warty) – przełom utworzony przez Wartę stanowiący granicę między Wyżyną Częstochowską a Wyżyną Wieluńską, przy czym sam przełomowy odcinek rzeki zalicza się do Wyżyny Częstochowskiej. Przełom ma ok. 12 km długości. Zaczyna się pomiędzy wzgórzami Sołek i Skałki (tzw. Brama Warty) w częstochowskiej dzielnicy Mirów. Kończy się pod Górą Wał w Mstowie.
Jest to przełom epigenetyczno-przelewowy powstały podczas zlodowacenia Odry w wyniku przelania się wód pra-Warty do Niecki Włoszczowskiej. Obszar stanowi jedno z największych rozcięć erozyjnych na Wyżynie Krakowsko-Częstochowskiej.
Fragment przełomu jest chroniony jako obszar Natura 2000 Przełom Warty koło Mstowa. Obszar ten zajmuje powierzchnię 100,6 ha, położony jest na terenie Częstochowy i gminy Mstów. Znajduje się na wysokości 235–290 m n.p.m.
Przełom Warty koło Mstowa znajduje się na północnych krańcach Parku Krajobrazowego Orlich Gniazd.

## Przyroda
W przełomie występują wapienne ostańce. W Mirowie znajduje się Brama Mirowska utworzona przez dwa ostańce: skałę Mirów nad Wartą (Balikową Skałę) o wysokości około 20 metrów oraz skałę Jaś i Małgosia o wysokości około 10 metrów. W pobliżu skały Mirów nad Wartą znajduje się jaskinia o długości około 15 metrów. W Mstowie natomiast położona jest Skała Miłości o wysokości 15 metrów.
Szata roślinna obszaru jest zróżnicowana. 71% powierzchni zajmują łąki (w tym łąki trzęślicowe), 13% lasy, 16% tereny rolne. Występują tutaj starorzecza. Na północnym zboczu Przeprośnej Górki znajduje się las grądowy o powierzchni 7 ha. Spośród rzadkich i chronionych roślin występuje m.in. lilia złotogłów, skrzyp zimowy, buławnik wielkokwiatowy, kruszczyk szerokolistny, przewiercień długolistny, parzydło leśne i groszek wschodniokarpacki, a spośród roślin wodnych grążel żółty i rdestnica kędzierzawa. W rejonie występują takie gatunki zwierząt jak bąk, błotniak stawowy, derkacz, gąsiorek, bóbr europejski i kumak nizinny.

## Atrakcje turystyczne
Przez obszar przebiega wiele ścieżek, w tym Szlak Jury Wieluńskiej. W Mstowie znajdują tereny rekreacyjne położone wokół Góry Szwajcera oraz zbiornika wodnego Tasarki, tuż przy brzegu Warty. W przełomie organizowane są także spływy kajakowe. W okolicy znajduje się zabytkowy, powstały w średniowieczu klasztor w Mstowie, a także sanktuarium św. Ojca Pio na Przeprośnej Górce będące tradycyjnym miejscem postoju dla pielgrzymów zmierzających na Jasną Górę.